# Acaenitus defunctus
Acaenitus defunctus är en stekelart som först beskrevs av Charles Thomas Brues 1906.  Acaenitus defunctus ingår i släktet Acaenitus och familjen brokparasitsteklar. Inga underarter finns listade i Catalogue of Life.